# Station Smogorzów Przysuski
Station Smogorzów Przysuski is een spoorwegstation in de Poolse plaats Smogorzów.